# Pyu (Sprache)
Pyu oder Tircul ist eine ausgestorbene Tibeto-Birmanische Sprache, die im heutigen Birma und West-Thailand gesprochen wurde.
Die Sprache wurde von den Pyu gesprochen, die zwischen dem 3. und dem 12. Jahrhundert eine hervorragende Stellung im heutigen Birma einnahmen, bevor sie von den Birmanen assimiliert wurden. Heute findet man Pyu nur noch in Inschriften, die meist auch Texte in Pali aufweisen.
Pyu wurde vorläufig den Lolo-Birmanischen Sprachen zugeordnet, doch gibt es auch Gründe für eine Zuordnung zu den Jingpho-Sak-Sprachen (Bradley 1993). Viele Forscher behandeln sie als unabhängigen Zweig der Tibeto-Birmanischen Sprachen, ehe mehr Anhaltspunkte für eine genauere Zuordnung gefunden worden sind.